# Compsobata caucasica
Compsobata caucasica är en tvåvingeart som beskrevs av Ozerov 1990. Compsobata caucasica ingår i släktet Compsobata och familjen skridflugor. Inga underarter finns listade i Catalogue of Life.